# Веселівська селищна рада
Весе́лівська се́лищна ра́да — адміністративно-територіальна одиниця та орган місцевого самоврядування в Веселівському районі Запорізької області. Адміністративний центр — селище міського типу Веселе.

## Загальні відомості
Веселівська селищна рада утворена в 1957 році.
- Територія ради: 18,226 км²
- Населення ради: 12 356 осіб (станом на 2001 рік)
- Водойми на території селищної ради: невеликі напівпересихаючі річки

## Населені пункти
Селищній раді підпорядковані населені пункти:
- смт Веселе
- с. Єлизаветівка
- с. Новоолександрівка
- с. Ясна Поляна

### Склад ради
Рада складається з 30 депутатів та голови.
- Голова ради: Кіяшко Петро Миколайович

### Керівний склад попередніх скликань
| Прізвище, ім'я, по батькові | Основні відомості                                                | Дата обрання | Дата звільнення |
| --------------------------- | ---------------------------------------------------------------- | ------------ | --------------- |
| Кіяшко Петро Миколайович    | Селищний голова, 1956 року народження, освіта вища, безпартійний | 26.03.2006   | 31.10.2010      |
| Кіяшко Петро Миколайович    | Селищний голова, 1956 року народження, освіта вища               | 31.10.2010   |                 |

Примітка: таблиця складена за даними сайту Верховної Ради України

### Депутати
За результатами місцевих виборів 2010 року депутатами ради стали:

#### За суб'єктами висування
| Суб'єкт висування                 | Кількість обраних депутатів | %    |
| --------------------------------- | --------------------------- | ---- |
| Партія регіонів                   | 18                          | 60   |
| Комуністична партія України       | 5                           | 16,7 |
| Самовисування                     | 5                           | 16,7 |
| Народна партія                    | 1                           | 3,3  |
| Політична партія «Сильна Україна» | 1                           | 3,3  |

#### За округами
| № округу                          | Прізвище, ім'я, по батькові        | Дата визнання обраним | Освіта             | Партійна приналежність                  | Відомості про обраного депутата                                              |
| --------------------------------- | ---------------------------------- | --------------------- | ------------------ | --------------------------------------- | ---------------------------------------------------------------------------- |
| Комуністична партія України       |                                    |                       |                    |                                         |                                                                              |
| 9                                 | Гончар Володимир Анатолійович      | 03.11.2010            | середня            | позапартійний                           | тимчасово не працює                                                          |
| 10                                | Колісник Анатолій Володимирович    | 03.11.2010            | вища               | позапартійний                           | ТОВ СВК «Фрунзе»                                                             |
| 15                                | Шевельов Михайло Іванович          | 03.11.2010            | середня            | позапартійний                           | газове господарство, водій                                                   |
| 21                                | Кожевнікова Тетяна Іванівна        | 03.11.2010            | вища               | позапартійна                            | районна бібліотека, бібліотекар                                              |
| 22                                | Міщенко Віталій Миколайович        | 03.11.2010            | вища               | позапартійний                           | тимчасово не працює                                                          |
| Народна Партія                    |                                    |                       |                    |                                         |                                                                              |
| 30                                | Деркач Анатолій Петрович           | 03.11.2010            | вища               | член Народної партії                    | підприємець                                                                  |
| Партія регіонів                   |                                    |                       |                    |                                         |                                                                              |
| 1                                 | Пономарьов Олександр Володимирович | 03.11.2010            | вища               | член Партії регіонів                    | Веселівський аграрний ліцей, майстер                                         |
| 2                                 | Азманов Павло Павлович             | 03.11.2010            | вища               | член Партії регіонів                    | фермерське господарство «Оріон», голова                                      |
| 3                                 | Шевцова Тетяна Михайлівна          | 03.11.2010            | вища               | член Партії регіонів                    | Веселівська загальноосвітня школа № 1, вчитель                               |
| 4                                 | Шаліков Олексій Олегович           | 03.11.2010            | вища               | член Партії регіонів                    | ЗАТ «УКАГРО НПК», менеджер                                                   |
| 6                                 | Грибко Анатолій Вікторович         | 24.01.2011            | вища               | член Партії регіонів                    | Веселівська РДА, заступник голови                                            |
| 7                                 | Павлова Наталія Григорівна         | 03.11.2010            | вища               | член Партії регіонів                    | ДНЗ № 2 «Світлячок», вихователь                                              |
| 8                                 | Дьяченко Наталія Вікторівна        | 03.11.2010            | вища               | член Партії регіонів                    | районний будинок культури, директор                                          |
| 13                                | Дубіна Людмила Костянтинівна       | 03.11.2010            | вища               | член Партії регіонів                    | ДНЗ № 3 «Казка», завідувач                                                   |
| 14                                | Галас Тетяна Іванівна              | 03.11.2010            | вища               | член Партії регіонів                    | УПСЗНВеселівської РДА, заступник начальника                                  |
| 16                                | Кравцов Микола Миколайович         | 03.11.2010            | вища               | член Партії регіонів                    | контрольно-ревізійний відділ, начальник                                      |
| 17                                | Звєгінцева Світлана Анатоліївна    | 14.11.2010            | вища               | член Партії регіонів                    | Веселівська селищна рада, спеціаліст                                         |
| 18                                | Карпенко Володимир Дмитрович       | 03.11.2010            | вища               | член Партії регіонів                    | Веселівська селищна рада, землевпорядник                                     |
| 19                                | Щебликін Сергій Олександрович      | 03.11.2010            | вища               | член Партії регіонів                    | Веселівський аграрний ліцей, майстер                                         |
| 23                                | Богомолов Яків Георгійович         | 03.11.2010            | вища               | член Партії регіонів                    | фермерське господарство «Яна», голова                                        |
| 25                                | Мусіхіна Галина Петрівна           | 03.11.2010            | вища               | член Партії регіонів                    | Веселівська загальноосвітня школа № 2, вчитель                               |
| 27                                | Шевчук Тетяна Вікторівна           | 03.11.2010            | вища               | член Партії регіонів                    | тимчасово не працює                                                          |
| 28                                | Голобородько Артур Іванович        | 03.11.2010            | вища               | член Партії регіонів                    | Новоолександрівська загальноосвітня школа, директор                          |
| 29                                | Ліхачова Ніна Миколаївна           | 03.11.2010            | вища               | член Партії регіонів                    | ТОВ «Деметра», бухгалтер                                                     |
| Політична партія «Сильна Україна» |                                    |                       |                    |                                         |                                                                              |
| 24                                | Акімов Олександр Анатолійович      | 03.11.2010            | середня спеціальна | член Політичної партії «Сильна Україна» | фермерське господарство «Успіх», голова                                      |
| Самовисування                     |                                    |                       |                    |                                         |                                                                              |
| 5                                 | Олешко Михайло Полікарпович        | 03.11.2010            | вища               | позапартійний                           | Веселівська загальноосвітня школа № 1, директор                              |
| 11                                | Мурашко Вікторія Іванівна          | 03.11.2010            | вища               | позапартійна                            | Українська Православна церква в Храмі Козацької ікони Божої Матері, секретар |
| 12                                | Широкоградов Володимир Харитонович | 03.11.2010            | вища               | позапартійний                           | Веселівське СТКТСО України, директор                                         |
| 20                                | Лисоконь Олександра Петрівна       | 03.11.2010            | вища               | позапартійна                            | пенсіонер                                                                    |
| 26                                | Чепелева Людмила Олександрівна     | 03.11.2010            | середня            | позапартійна                            | підприємець                                                                  |